# 이나치사르투트

이나치사르투트(Inatsisartut, 그린란드어: Inatsisartut, 뜻: '법을 만드는 사람들', 그린란드어 발음: [inatt͡sisɑtːʉt] 덴마크어: Landstinget, 뜻: '그린란드 땅의 팅그')는 그린란드 의회(Parliament of Greenland)로 알려진 덴마크 왕국의 자치령인 그린란드의 단원제 의회(입법부)이다. 1979년에 설립된 이 단체는 누크 중심부의 누크 센터 섬에 있는 이나치사르투트에서 모임을 갖는다.
비례대표제를 통해 4년 임기로 선출되는 31명의 의원이 있다.

## 1979년 이래의 구성
출처